# Никольский, Михаил Константинович
Михаил Константинович Никольский (26 января 1906 — 23 марта 1984) — советский военачальник, организатор испытаний ядерного и ракетного оружия. Генерал-лейтенант артиллерии (9.05.1961).

## Биография
Родился и вырос в г. Мосальск Калужской области. В середине 1920-х один из руководителей комсомола Мосальского уезда.
На службе в РККА с 1927 года, в том же году вступил в РКП(б). Окончил Московскую артиллерийскую школу имени Л. Б. Красина (апрель 1930), Заочную академию РККА (сентябрь 1930), Артиллерийское отделение Военно-морской Академии имени К. Е. Ворошилова (октябрь 1937).
С сентября 1930 по июль 1938 служил на различных командных должностях в ВМФ.
С июля 1938 по июль 1941 года консультант, заместитель начальника отдела, начальник отдела, начальник 2-го сектора Секретариата Комитета обороны при Совете Народных Комиссаров СССР.

### В годы Великой Отечественной войны
Во время Великой Отечественной войны помощник инспектора инспекции родов войск штаба войск Северо-западного направления (июль-август 1941 года), Ленинградского фронта (август-декабрь 1941 года), старший помощник начальника группы по надводным кораблям ВМФ Секретариата СНК СССР (с декабря 1941 по февраль 1942 года), начальник группы Секретариата СНК СССР (с февраля 1942 по октябрь 1945 года). Звание — инженер-капитан 1-го ранга.

### Послевоенное время
С октября 1945 по август 1953 заместитель заведующего Секретариатом при Совете Министров СССР. 3 ноября 1951 года присвоено воинское звание «генерал-майор береговой службы», 5 мая 1952 года «генерал-майор артиллерии».
С августа 1953 по сентябрь 1958 года был прикомандирован к Министерству среднего машиностроения СССР. 9 мая 1961 года присвоено воинское звание «генерал-лейтенант артиллерии».
С сентября 1958 по апрель 1970 года главный инженер 12-го Главного управления Министерства обороны СССР. Руководил работой по испытаниям ракетно-ядерного оружия.
Умер 23 марта 1984 года. Похоронен в Москве на Кунцевском кладбище.

## Награды
Награждён пятью орденами Ленина (16.09.1945, 29.10.1949, 08.12.1951, 26.02.1953, 07.03.1962), орденами Красного Знамени (06.11.1947), двумя орденами Трудового Красного Знамени (в том числе 11.05.1944), Отечественной войны I-й степени (18.11.1944), «Знак почёта» (17.06.1942), тремя орденами Красной Звезды (24.11.1942, 03.11.1944, 22.02.1968), медалями, знаком «50 лет пребывания в КПСС».
Почётный гражданин г. Мосальск